# Ouvertüre: Prinz Methusalem
Ouvertüre: Prinz Methusalem är en ouvertyr av Johann Strauss den yngre. Den spelades första gången den 14 januari 1877 i Musikverein i Wien.

## Historia
Ouvertyren till Johann Strauss operett Prinz Methusalem består av en tvärsnitt av verkets mesta kända nummer. Inledningen återfinns inte i det publicerade klaverutdraget och består förmodligen av material som förkastades före den slutliga versionen av operetten. Andante-delen är hämtad från en fras sjungen av nattvakten i akt II (Nr. 8) till orden "All' ihr Herrn und Frauen lasst euch sag'n", medan Andante grazioso är från en passage sjungen av Pulchinella i finalen till akt I (Nr. 7), "Vor meiner Hochzeit der Schluss". Allegretto (i 3/8-takt) som följer citerar Vulcanios kavatina (Nr. 2) "Du schöner Mai der Liebelei". Efter en modulering från G till F kommer så sången "Piff! Paff! Puff! Krick! Krack! Rataplan!" från ensemblensången (Nr. 6) i akt I sjungen av Cyprian. Delar av duetten och kören (Nr. 17) i akt III med orden "Bum! wohin er tritt" (vilken senare förkom i Banditen-Galopp) återkommer i Allegro assai-delen, medan Allegro moderato inte återfinns i klaverutdraget. Temat moduleras till Ess-Dur och upprepar Pulchinellas "Von meiner Hochzeit der Schluss". Därpå följer en repris av "Piff! Paff! Puff!", men en förkortad version som leder vidare till en fanfar, som i sin tur leder vidare till ouvertyrens höjdpunkt - 'Generalslied' (Nr. 18) i akt III sjungen av Methusalem till ackompanjemang av orkestern samt en ensembleorkester utanför scenen. Denna åtta takter långa fras upprepas och moduleras till ett Allegretto som fortsätter med 'Generalslied'. Ouvertyren avslutas inte med denna marsch, utan med arpeggio och ett ökat tempo.
Den 14 januari 1877, elva dagar efter att Johann Strauss hade dirigerat premiären av Prinz Methusalem på Carltheater, framförde hans broder Eduard Strauss ouvertyren vid en av sina söndagskonserter i Gyllene salen i Musikverein. Även om tidningarna inte skrev om konserten bör responsen ha varit god, då verket därefter ofta förekom i Eduards konserter.

## Om verket
Speltiden är ca 5 minuter och 40 sekunder plus minus några sekunder beroende på dirigentens musikaliska tolkning.

## Weblänkar
- Ouvertüre: Prinz Methusalem i Naxos-utgåvan.